# 플로레슈티

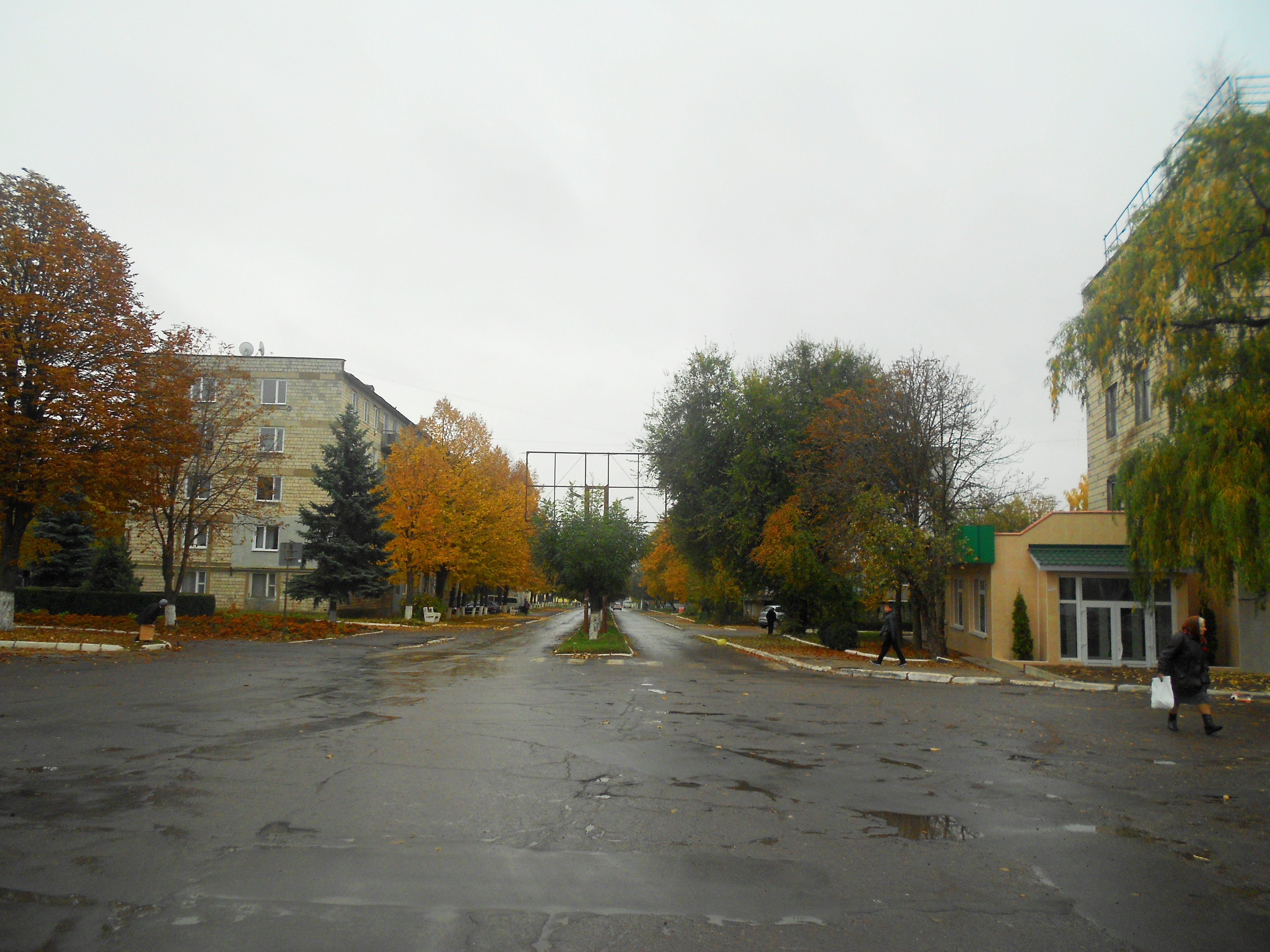

플로레슈티(루마니아어: Fălești)는 몰도바의 도시로 플로레슈티 구의 행정 중심지이며 면적은 15.12km2, 인구는 15,400명(2012년 기준), 인구 밀도는 1,018.5명/km2이다.